# Маккензи, Дональд Ангус
Дональд Маккензи (англ. Donald Angus MacKenzie; род. 3 мая 1950, Инвернесс, Ивернессшир) — британский (шотландский) социолог, специалист в области науки и техники, изучавший разные темы от истории евгеники до вычислительной техники и финансов. Доктор философии (1978), профессор Эдинбургского университета, с которым связана вся его карьера. Член Эдинбургского королевского общества (2001), Британской академии (2004) и Академии общественных наук Великобритании (2011). Лауреат Robert K. Merton Award.
Родился в семье учителей. Окончил с первоклассным отличием Эдинбургский университет (бакалавр наук по прикладной математике, 1972). Там же получиn докторскую степень под началом S. Barry Barnes в Science Studies Unit.
С 1975 г. лектор альма-матер, с 1988 ридер, с 1992 профессор социологии, занимающий персональную кафедру. В 1997-98 приглашенный профессор Гарварда. Член Society for the History of Technology. Лауреат U.S. Navy Prize in Naval History (1989). Входит в консультативный совет Nordic Journal of Science and Technology Studies. Занимает 22-е место в Top Influential Sociologists 2010—2020 по версии AcademicInfluence.com. Исследует цифровую рекламу, проводил социологические исследования по таким темам, как технология наведения ядерных ракет и математическая теория статистики. Его работы переводились на китайский, голландский, французский, немецкий, греческий, итальянский, японский, корейский, испанский, персидский и польский языки.
Автор Trading at the Speed of Light: How Ultrafast Algorithms are Transforming Financial Markets (Princeton University Press, 2021), Inventing Accuracy: A Historical Sociology of Nuclear Missile Guidance (MIT Press, 1990), An Engine, Not a Camera: How Financial Models Shape Markets (MIT Press, 2006).
Женат, дети. По политическим взглядам лейборист.